# Рене Перез
Рене Перез (на английски: Renee Perez) е американска порнографска актриса, родена на 8 декември 1984 г. в град Хендерсън, щата Невада, САЩ.

## Награди и номинации
Номинации за награди
Индивидуални номинации:
- 2010: Номинация за AVN награда за най-добра соло секс сцена.[4]
- 2010: Номинация за XBIZ награда – уеб момиче/звезда на годината.[5]

Други признания
- Пентхаус любимец за месец ноември 2005 г.[6][3]